# Станове нагір'я
56°35′26″ пн. ш. 116°47′29″ сх. д. / 56.59069444° пн. ш. 116.79125° сх. д.
Станове нагір'я — гірська система в Забайкалля протяжністю близько 700 км від північного краю Байкала до середньої течії річки Олекми у напрямку на схід — північний схід. Включає високогірні хребти: Південно-Муйський, Північно-Муйський, Удокан, Каларський і великі міжгірські улоговини байкальського типу на висоті 500—1000 м (Верхнеангарська, Муйсько-Куандинська, Верхнечарська котловина) висота Станового нагір'я становить 3072 метри.
Станове нагір'я складене головним чином кристалічними і метаморфічними породами при повсюдному поширенні багаторічномерзлих порід. Є родовища золота, міді, флюорита, кам'яного вугілля.
Рослинність представлена в основному модриною тайгою на гірських схилах, що змінюється на висотах більше 1200 м Рідколіссям і гірської тундри. Днища улоговин являють собою заболочені заплавні луки, а їх схили поросли сосновими лісами і сосново-листяними лісами.